# Weiser State Forest

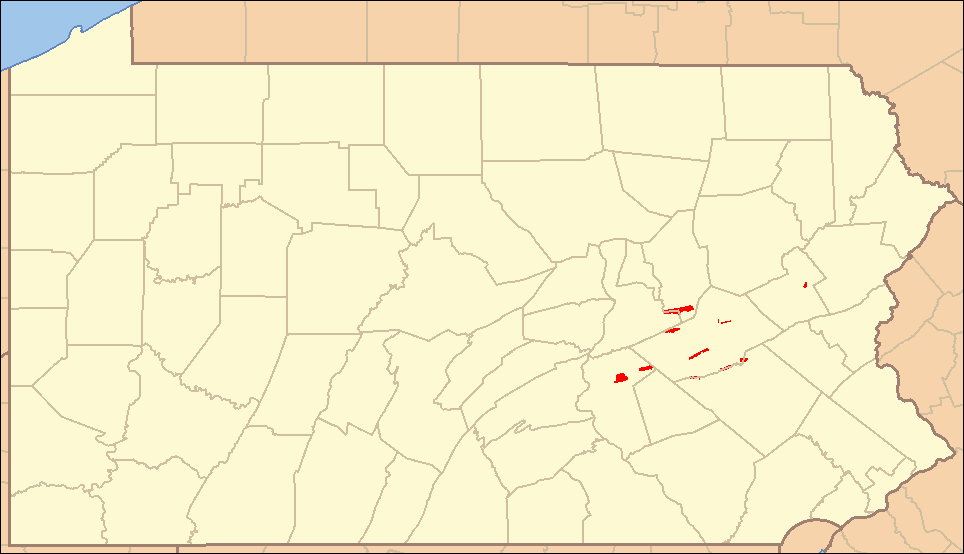
Lage des Waldes in Pennsylvania

Der Weiser State Forest ist ein geschützter Wald im Nordwesten Pennsylvanias, USA. Der State Forest erstreckt sich über fünf Countys und hat eine Fläche von 72,69 km². Der Wald wurde nach Conrad Weiser benannt.

## Angrenzende und nahe liegende State Forests
- Loyalsock State Forest (nördlich)
- Lackawanna State Forest (nördlich)
- Delaware State Forest (östlich)
- Valley Forge State Forest (südöstlich)
- Michaux State Forest (südwestlich)
- Tuscarora State Forest (westlich)
- Bald Eagle State Forest (nordwestlich)
- Tiadaghton  State Forest (nordwestlich)